# 陸警隊
陸警隊（りっけいたい）とは、海上自衛隊における、基地等の警備を担当する部隊である。長は陸警隊長。各地方隊の警備隊に置かれている。一部の陸警隊員のワッペンにはSECURITY REACTION TEAM(警備対処班)の文字が入っている。

## 概要
主たる任務としては、海上自衛隊施設の警備、隊員の規律の統一、施設の防火及び火気の取締り、礼砲台の管理及び運用（横須賀陸警隊に限る）、警備犬の運用を行う。24時間態勢で人や車両の出入りを監視する。規律や風紀に関わる行動も任務に含まれるが、警務隊とは異なり、刑事訴訟法上の司法警察権は有していない。
任務の遂行のため、陸上自衛官と同じ戦闘服（迷彩服2型）を着用することもあり、64式7.62mm小銃や9mm拳銃等の小火器及び銃剣、警棒、さすまた等の各種警備用機材、警備犬等を保有する。一部の陸警隊員は徒手格闘（自衛隊格闘術）、銃剣道の訓練も積極的に実施している。
また、陸警隊員を示す職域区分の警備員に係る教育は第1術科学校の海曹士特修科陸上警備課程で行われている。
海上自衛隊の航空基地には同様の任務を有する航空基地隊航空警備隊（班）がある。

## 部隊
- 大湊陸警隊 - 大湊警備隊（大湊地方隊：青森県むつ市）
- 横須賀陸警隊 - 横須賀警備隊（横須賀地方隊：神奈川県横須賀市）
- 舞鶴陸警隊 - 舞鶴警備隊（舞鶴地方隊：京都府舞鶴市）
- 呉陸警隊 - 呉警備隊（呉地方隊：広島県呉市）
- 佐世保陸警隊 - 佐世保警備隊（佐世保地方隊：長崎県佐世保市）

### 大湊防空陸警隊
ソビエト連邦の崩壊前後の世界情勢に鑑み、1993年3月31日には大湊警備隊の大湊陸警隊が廃止され、代わって大湊防空陸警隊が新編された。航空機による急襲に対処すべく、81式短距離地対空誘導弾、FIM-92 スティンガー等の対空火器を多数保有していた。しかし情勢が安定したため、2006年4月3日に廃止され、大湊陸警隊に再編成された。

## 画像

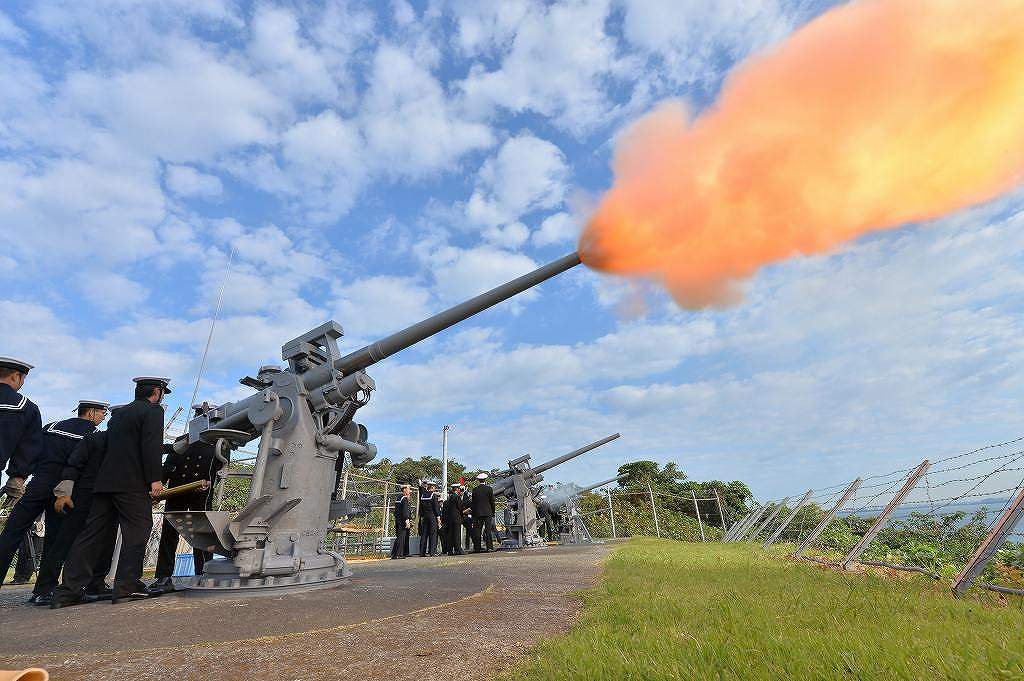
観音崎礼砲台における礼砲（横須賀陸警隊）
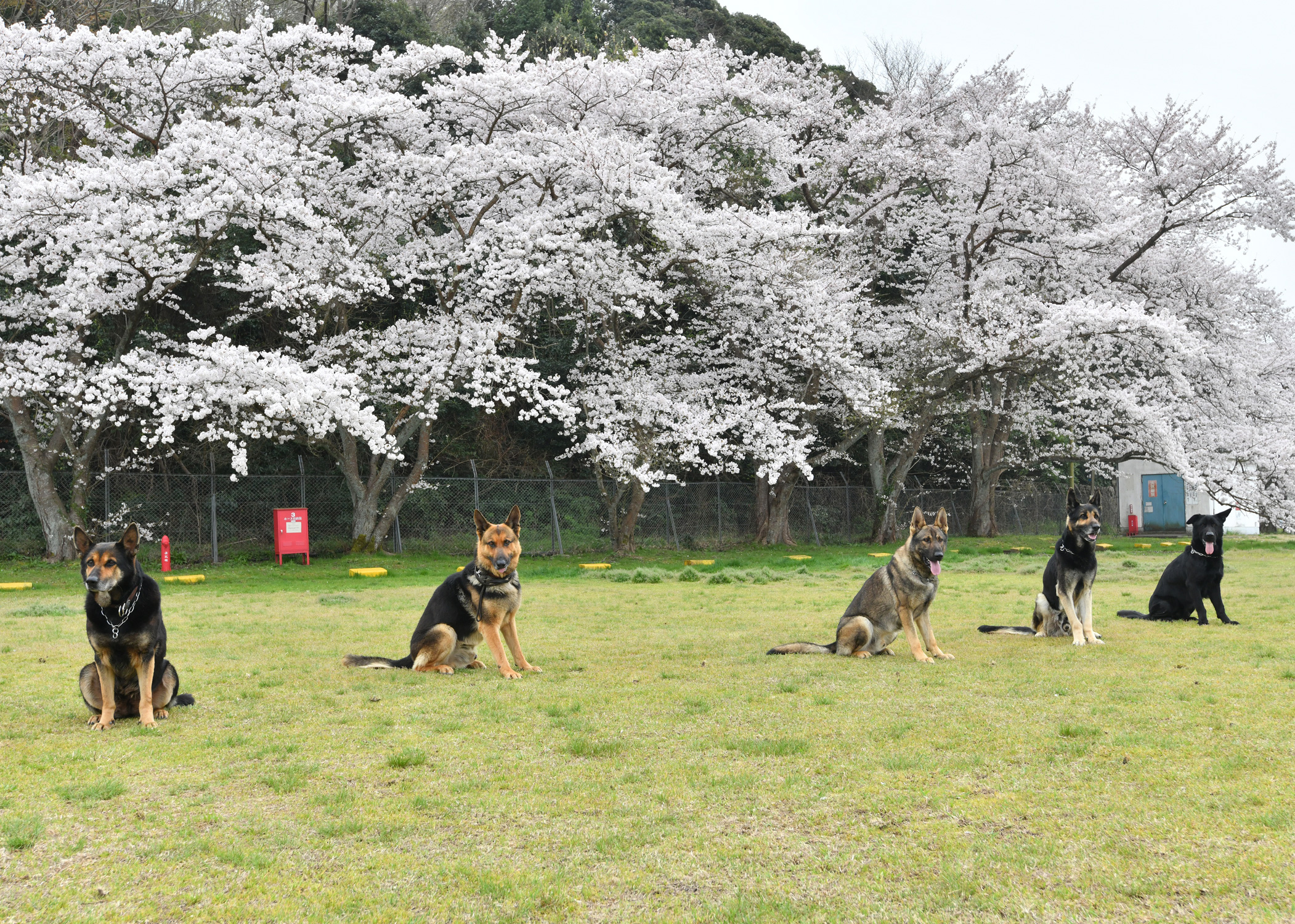
満開の桜と、海上自衛隊舞鶴陸警隊の警備犬たち
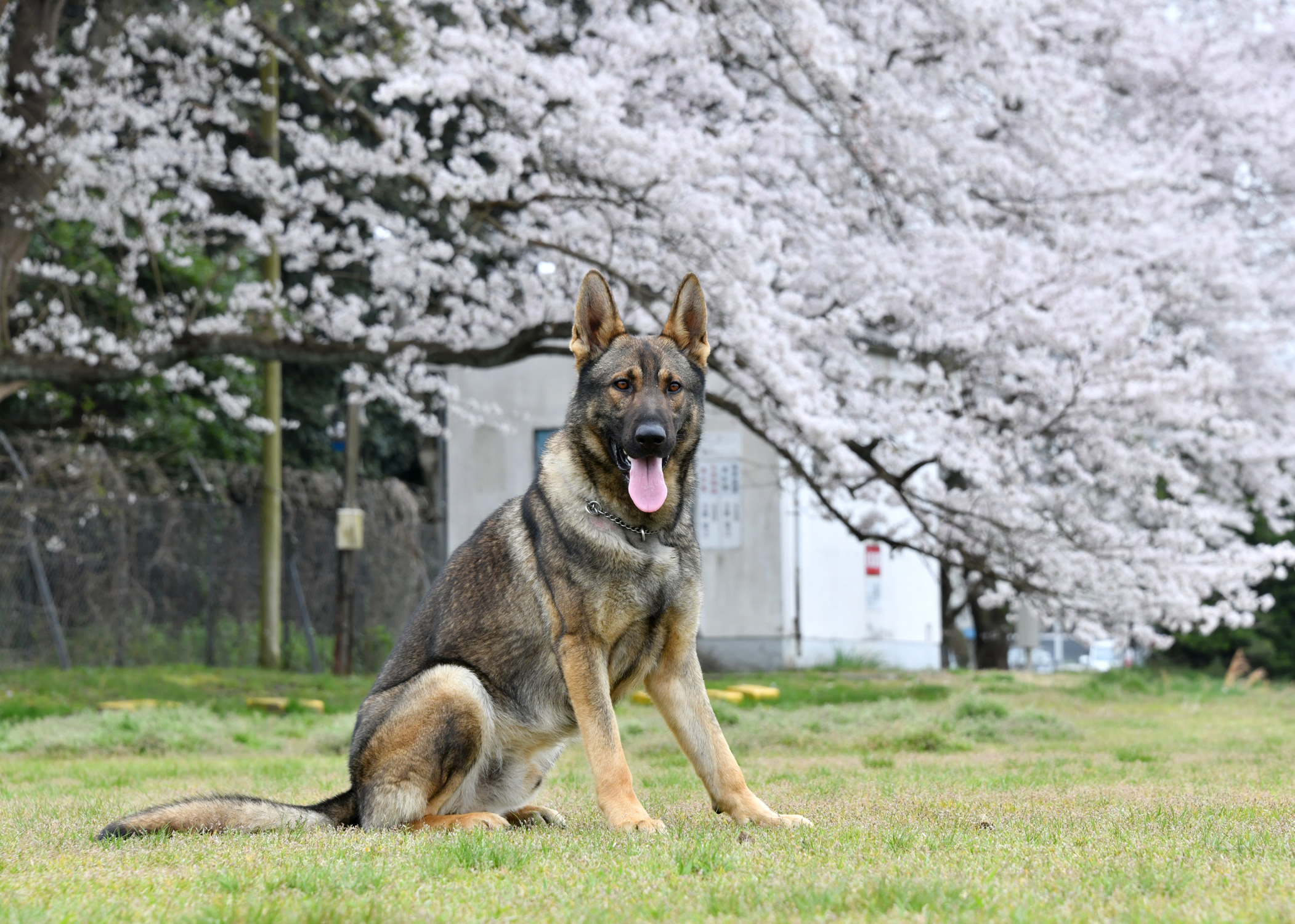
舞鶴陸警隊の警備犬「昴輝（こうき）」